# 军工高架路
军工高架路是中华人民共和国上海市一条兴建中的城市高架快速路，南起中环路，北至逸仙高架路，未来还将与长江西路快速路相接，全长约7.5公里，高架设双向4至6车道。工程于2017年12月28日开工，2025年1月11日开放部分匝道作为施工期间临时交通。
军工路快速路项目设地面主干道和高架道路，地面主干道为双向6车道，高架则宽双向4至6车道不等。军工高架路和与之相接的长江西路快速路两个项目曾被部分人士合称为“中环北抬”，但上海市规土局于2015年否认这一说法。工程方面，军工高架路施工采用液压振动锤减少打桩产生的噪音，并首次在上海城市高架路上采用预制拼装的方法，原定于2024年建成通车，但并未实现。
2025年1月11日0时起，中环路原民星路上下匝道开始拆除，将与军工高架路主线相接。为解决施工期间的交通问题，军工高架路部分匝道临时开放交通，包括殷行路南向北上匝道（上高架后掉头向南）、嫩江路北侧上匝道（上高架掉头向南），嫩江路南侧下匝道则反向作为上匝道使用。原中环民星路的出口功能通过临时增设营口路出口代替。

## 出入口
全线预计设5处出入口，两座立交：
- 中环翔殷路立交
- 嫩江路两侧各一对匝道（所有方向均可通行）
- 殷行路上下匝道（逸仙路方向）
- 闸殷路上下匝道（中环方向）
- 淞沪路上匝道（中环方向）
- 逸仙路军工路立交（部分匝道仅预留实施条件）